# Beuvron (miasto)
Beuvron – miejscowość i gmina we Francji, w regionie Burgundia-Franche-Comté, w departamencie Nièvre.
Według danych na rok 1990 gminę zamieszkiwało 95 osób, a gęstość zaludnienia wynosiła 10 osób/km² (wśród 2044 gmin Burgundii Beuvron plasuje się na 815. miejscu pod względem liczby ludności, natomiast pod względem powierzchni na miejscu 960.).